# Sarrià
Sarrià est un quartier de Barcelone, situé à l'ouest de la ville, célèbre pour la richesse et le luxe de ses propriétés, témoignages de la bourgeoise catalane.
C'était une ville indépendante jusqu'en 1921, date à laquelle la ville est annexée à Barcelone malgré l'opposition de ses villageois.
C'est dans cette localité que Louise Marie Adélaïde de Bourbon, duchesse d'Orléans, vécut en exil de 1797 à 1807. Sa rue principale est la Carrer Major qui liait le village à Barcelone autrefois. Autour de la Plaça Vincenç, on peut encore voir les anciennes résidences d'été de la bourgeoisie catalane datant du XIXe siècle.

## Anecdotes
- En 1808, Sarrià était le dépôt central de l'approvisionnement des espagnols de Barcelone[2].
- En 1808, présence du général Reille[2].
- Du 12 au 16 décembre 1808, Sarrià est attaquée par des bataillons français et napolitain [3].
- En 1820, la population de Barcelone s'abrite de la fièvre jaune à Sarrià[4].
- Le 21 septembre 1840, Baldomero Espartero y établit son quartier général[5].

## Personnalités liées au quartier

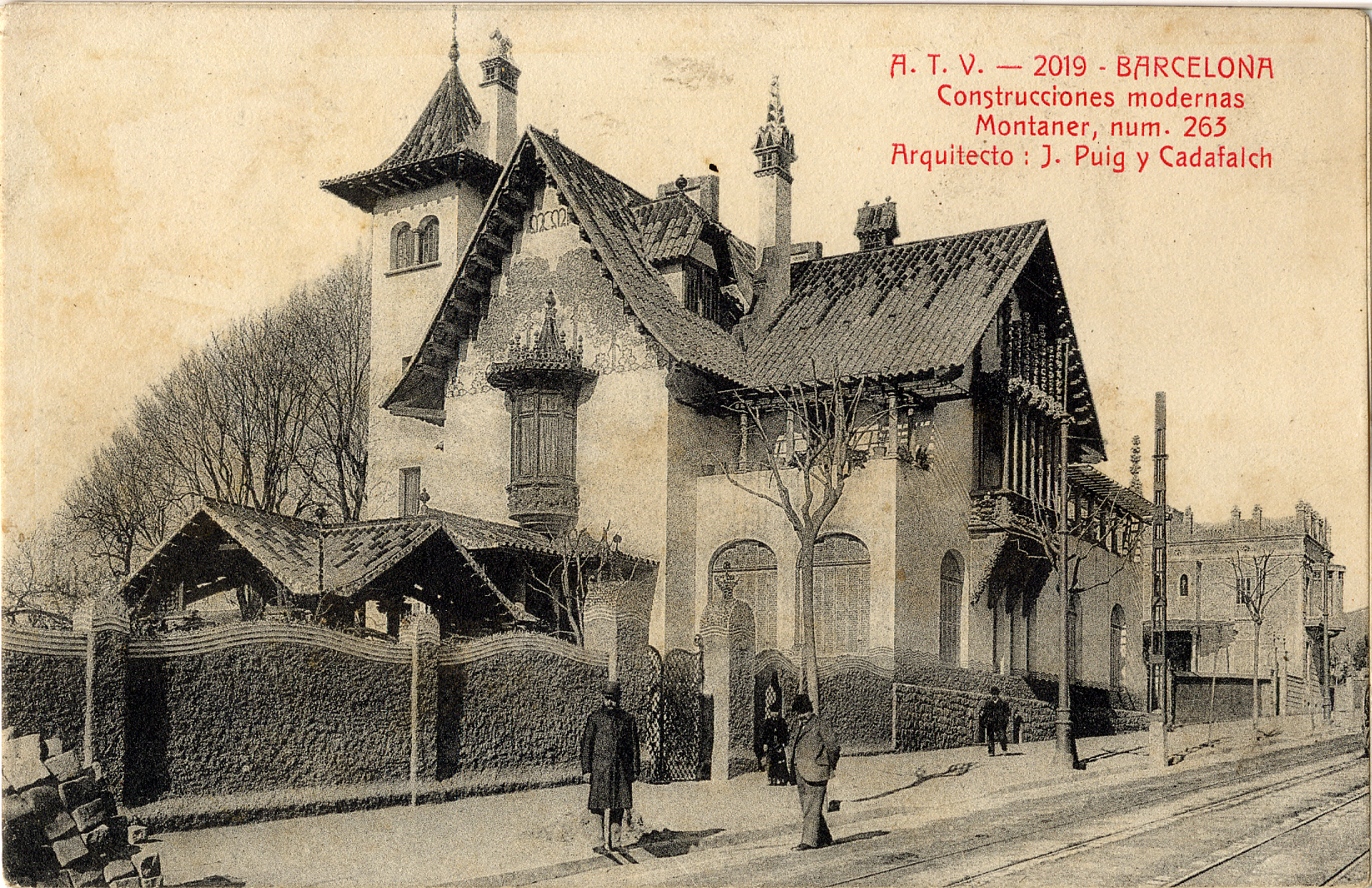
Maison d'Isabel Llorach, œuvre de l'architecte Josep Puig i Cadafalch, aujourd'hui disparue.

- Carme Karr (1865-1943), écrivaine. Une rue porte son nom dans le quartier[6].
- Isabel Llorach (1874-1954), philanthrope, propriétaire de la célèbre casa Llorach construit par l'architecte moderniste Josep Puig i Cadafalch, situé au numéro 263 de la rue Muntaner. L'édifice est aujourd'hui disparu[7].

- Carmen Tórtola Valencia (1882-1955), danseuse et chorégraphe espagnole, militante des droits des femmes en Espagne, décédée à Sarrià.
- Nicolau Maria Rubió i Tudurí (1891-1981), créateur du Turó Park, célèbre jardin public du quartier[8].

- María Luz Morales (1899-1980), journaliste et directrice de La Vanguardia, première femme dirigeante d'un quotidien en Espagne, détenue à Sarrià pendant 40 jours durant la guerre d'Espagne[9].

- Pepita Laguarda Batet (1919-1936), première soldate tuée au combat pendant la guerre d'Espagne, infirmière à Sarrià[10].
- Antoni Campañà (1906-1989), photographe connu pour son travail sur la guerre d'Espagne, a grandi à Sarrià.
- Albert Ràfols-Casamada (1923-2009) et Maria Girona i Benet (1923-2015), couple d'artistes et de professeurs, fondateurs de l'EINA, Centre universitaire de design et d'art de Barcelone, école dont le siège est toujours situé dans le quartier[11].
- Tortell Poltrona (1955-), clown et dirigeant d'association catalan, fondateur de l'organisation Clowns Sans Frontières[12].
- Maria Eugènia Gay (1975-), juriste et femme politique[13].